# Rø

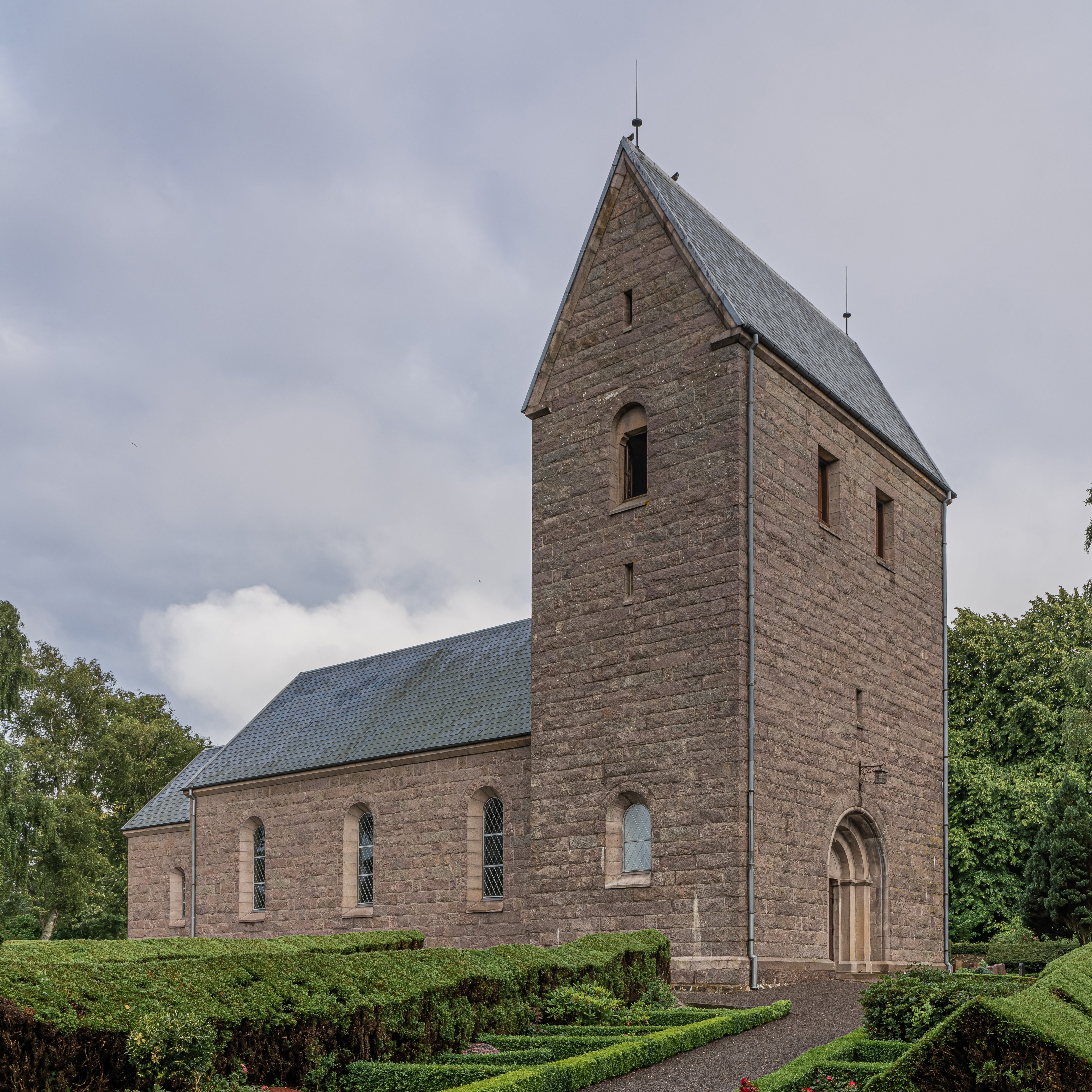
Kirche von Rø

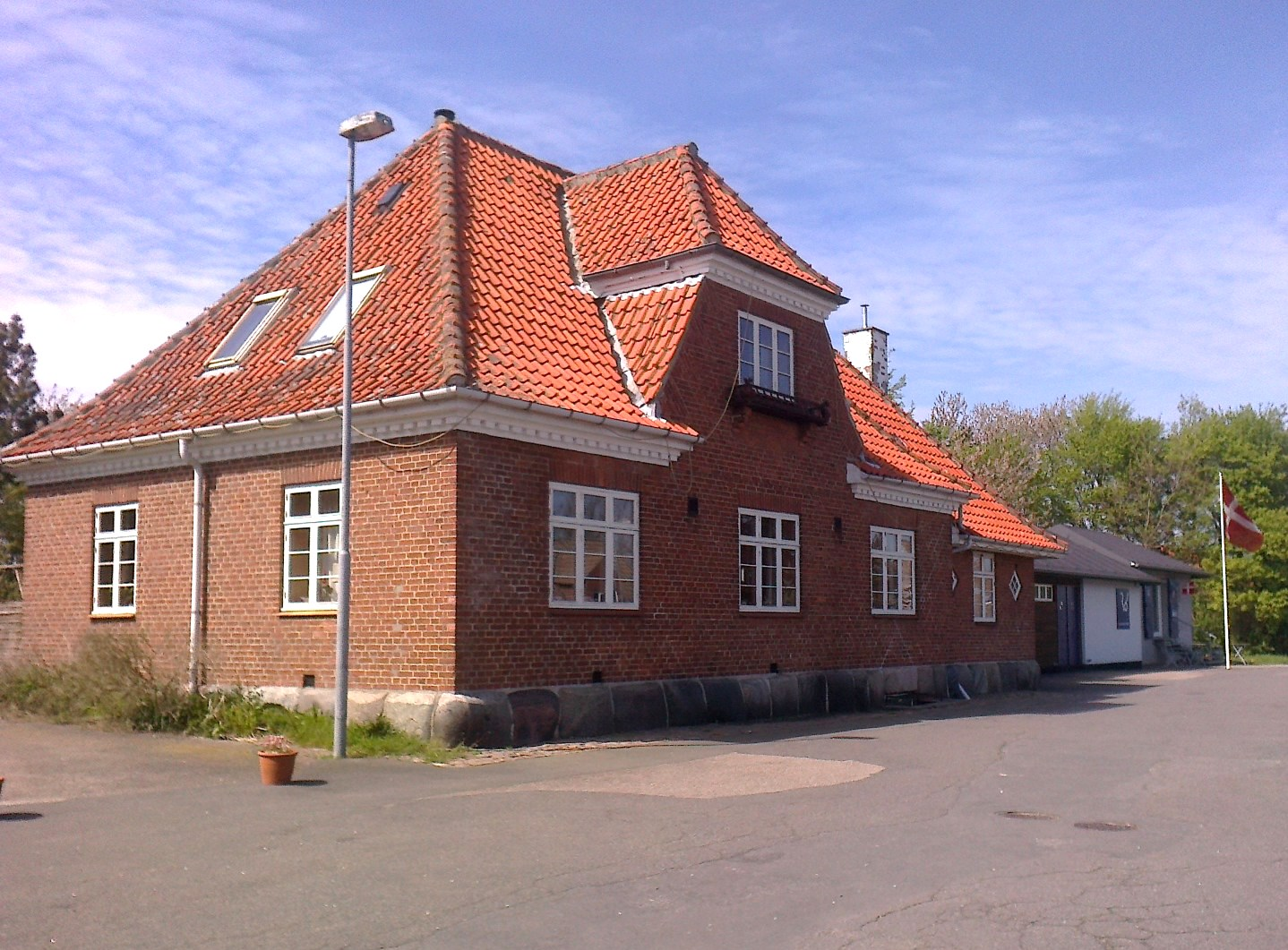
Ehemaliges Bahnhofsgebäude in Rø

Rø ist eine kleine Gemeinde im nördlichen Teil Bornholms, etwa zwei Kilometer von der Küste bei Helligdommen und rund sieben Kilometer westlich von Gudhjem gelegen.
Zur Ortschaft gehören die Kirche mit einem für Bornholm nicht ungewöhnlichen Westwerk versehene Rø Kirke und elf Straßen, die meisten Sehenswürdigkeiten liegen außerhalb des Ortes. Im Jahr 2007 zählte Danmarks Statistik 181 Einwohner.

## Geschichte
Rø ist Bornholms kleinstes Kirchspiel und wurde seit dem 14. Jahrhundert wegen des roten Dachs der alten Kirche als „det røde sogn“ (das rote Kirchspiel) bezeichnet. Neben der Kirche besteht das Dorf praktisch nur aus der Schule Kirkeskolen aus dem Jahr 1840, dem Pfarrhaus und Rø Mølle, einer denkmalgeschützten Hollandwindmühle neben dem Landhandel.

### Eisenbahn
Rø war von 1913 bis 1953 Haltepunkt der Eisenbahn Allingebanen von Rønne nach Allinge-Sandvig. Durch den Bau der Eisenbahn erlebte der Ort einen gewaltigen wirtschaftlichen Aufschwung.
Das alte Bahnhofsgebäude ist als Wohnhaus im Rø Stationsvej 5 erhalten geblieben. Vom Røvej führt ein sieben Kilometer langer Weg entlang der ehemaligen Bahnstrecke durch das schmale Spalttal Kleven nach Klemensker.

### Schule
Nach der Zusammenlegung der Volksschule von Rø mit der Østerlars-Gudhjem Skole gab es noch einige Jahre eine Sonderschule für Geistig Behinderte.

### Landhandel
Bornholms letzter Landhandel existierte noch bis 2009 in Rø.

## Kultur
Bornholms Musik Festival, Dänemarks ältestes Musikfestival, hatte sein Büro in Rø. Seit 1968 wurden Konzerte in Kirchen insbesondere in Rø, Aakirkeby und Østermarie abgehalten.
Auch Künstler und Kunsthandwerker finden sich im Ort.

## Sehenswürdigkeiten
- Bornholms Kunstmuseum bei den Helligdomsklipperne zeigt eine Dauerausstellung von Werken bekannter Bornholmer Maler.
- Rø Golfbaner auf dem ehemaligen Flugplatz von Rø
- das Waldgebiet Rø Plantage[1]

## Persönlichkeiten
- Carl Pedersen (1883–1971), Turner